# تام ترایون
تام ترایون (انگلیسی: Tom Tryon؛ ۱۴ ژانویهٔ ۱۹۲۶ – ۴ سپتامبر ۱۹۹۱) یک هنرپیشه، فیلم‌نامه‌نویس، و تهیه‌کننده اهل ایالات متحده آمریکا بود.